# Desastre ferroviario de Sukkur
 El desastre ferroviario de Sukkur ocurrió el 4 de enero de 1990 en la aldea de Sangi, cerca de Sukkur en Sindh, Pakistán, cobrándose 307 vidas. Esto lo convierte en el accidente ferroviario más mortal en la historia del país. 
El Bahauddin Zakaria Express, en un viaje de 500 millas (804,7 km) nocturno de Multan a Karachi superó considerablemente su capacidad, con muchos más pasajeros que su límite de 1.408 asientos. El tren debía pasar por Sangi, pero unos puntos de vía desalineados lo desviaron hacia una vía secundaria donde chocó con un tren de carga estacionado de 67 vagones a una velocidad de al menos 35 millas por hora (56,3 km/h). La colisión destruyó los tres primeros vagones y dañó gravemente otros dos, provocando 700 heridos además de los muertos.
Una investigación responsabilizó directamente al personal ferroviario por el desastre, lo que dio lugar a cargos de homicidio contra tres empleados de servicio en la estación de Sangi. 